# Timothée Kolodziejczak
Timothée Kolodziejczak (Avion, 1 oktober 1991) is een Frans voetballer van Pools-Martinikaanse afkomst die doorgaans als linksback of centrale verdediger speelt. Hij verruilde FC Schalke 04 in de zomer van 2023 voor Paris FC.

## Clubcarrière

### Olympique Lyon
Kolodziejczak sloot op achtjarige leeftijd aan in de jeugdopleiding van Lens. Daarvoor speelde hij voor Saint-Maurice Loos en CS Avion. Op 21 augustus 2008 haalde Olympique Lyon Kolodziejczak op huurbasis weg bij Lens. Hij debuteerde op 23 november 2008 als invaller tegen Paris Saint-Germain. Na 11 minuten moest hij de geblesseerde Anthony Réveillère vervangen. Op 1 juli 2009 tekende Kolodziejczak een vierjarig contract bij Lyon, dat 2,5 miljoen euro betaalde aan Lens. Drie jaar lang kreeg Aly Cissokho de voorkeur boven hem. Hij brak echter nooit door bij Lyon en kwam tot slechts veertien wedstrijden voor Lyon.

### OGC Nice
Op 1 juli 2012 was hij transfervrij en tekende hij een vierjarig contract bij Nice. Daar werd hij vaste keus op de linksbackpositie. Hij maakte op 11 augustus tegen AC Ajaccio zijn debuut voor de club. Op 26 september scoorde hij in de Coupe de la Ligue tegen Stade Brest zijn eerste doelpunt in het profvoetbal en voor OGC Nice. In totaal speelde Kolodziejczak 82 wedstrijden voor Nice, waarin hij goed was voor vier goals en zes assists.

### Sevilla
Na twee jaar bij Nice maakte hij in augustus 2014 de overstap naar Sevilla. Op 18 september maakte Kolodziejczak in de Europa League tegen Feyenoord zijn debuut voor Sevilla. Zes dagen later maakte hij ook in de Primera División zijn debuut. Op 29 oktober scoorde hij in de Copa del Rey tegen CE Sabadell zijn eerste doelpunt voor de club. Op 27 mei 2015 speelde hij tegen Dnipro in de finale van de Europa League. Hij speelde negentig minuten en won met 3-2, waardoor Kolodziejczak zijn eerste hoofdprijs won.
Een jaar later viel hij in tijdens de tweede achtereenvolgende Europa League-finale met Sevilla, tegen Liverpool. De Engelse topclub werd met 1-3 verslagen en Kolodziejczak speelde de laatste twaalf minuten mee. In zijn derde en laatste seizoen bij Sevilla kwam hij in de eerste seizoenshelft tot slechts negen wedstrijden, waardoor hij mocht vertrekken. In totaal speelde hij 91 wedstrijden voor Sevilla, waarin hij drie goals scoorde en één assist gaf.

### Gladbach en Tigres
Na een halfjaar bij Borussia Mönchengladbach, waar hij slechts één wedstrijd speelde, tekende hij in september 2017 bij het Mexicaanse Tigres UANL. Daar kwam hij tot zeven wedstrijden.

### Saint-Étienne
In de zomer van 2018 keerde Kolodziejczak na vier jaar weer terug in zijn thuisland, om te gaan spelen voor Saint-Étienne. Dat huurde hem in eerste instantie voor twee seizoenen van Tigres. Hij maakte op 11 augustus tegen EA Guingamp zijn debuut voor de club met een assist op de winnende 2-1 van Loïs Diony. Zelf scoorde hij op 22 september tegen SM Caen zijn eerste doelpunt voor Saint-Étienne. Na twee seizoenen werd hij voor 4,5 miljoen euro definitief overgenomen van Tigres. Vervolgens speelde hij nog twee seizoenen voor Saint-Étienne, waar hij in totaal 122 wedstrijden voor speelde. Daarin was hij goed voor zeven goals en zeven assists.

### Paris FC
Na een seizoen in Duitsland bij FC Schalke 04, waarin hij opnieuw tot slechts één wedstrijd kwam, tekende hij in de zomer van 2023 bij het ambitieuze Paris FC, dat uitkwam in de Ligue 2. Op 30 september maakte hij tegen FC Annecy zijn debuut, maar door een spierblessure lag hij er vervolgens drie maanden uit. Mede daardoor kwam hij zijn eerste seizoen tot slechts dertien wedstrijden.
In zijn tweede seizoen in de Franse hoofdstad was hij aanvoerder van Paris FC en kwam hij 31 van de 34 competitiewedstrijden in actie. Door een tweede plek in de Ligue 2 promoveerde hij aan het einde van het seizoen naar de Ligue 1, waar de club voor het laatst in het seizoen 1978/79 in uitkwam.

## Clubstatistieken
| Seizoen | Club                | Competitie       | Competitie | Competitie | Beker | Beker | Internationaal | Internationaal | Totaal | Totaal |
| Seizoen | Club                | Competitie       | Wed.       | Dlp.       | Wed.  | Dlp.  | Wed.           | Dlp.           | Wed.   | Dlp.   |
| ------- | ------------------- | ---------------- | ---------- | ---------- | ----- | ----- | -------------- | -------------- | ------ | ------ |
| 2008/09 | Olympique Lyon      | Ligue 1          | 1          | 0          | 0     | 0     | —              | —              | 1      | 0      |
| 2009/10 | Olympique Lyon      | Ligue 1          | 2          | 0          | 0     | 0     | 1              | 0              | 3      | 0      |
| 2010/11 | Olympique Lyon      | Ligue 1          | 8          | 0          | 0     | 0     | 1              | 0              | 9      | 0      |
| 2011/12 | Olympique Lyon      | Ligue 1          | 1          | 0          | 0     | 0     | —              | —              | 1      | 0      |
| 2012/13 | OGC Nice            | Ligue 1          | 37         | 0          | 4     | 1     | —              | —              | 41     | 1      |
| 2013/14 | OGC Nice            | Ligue 1          | 34         | 2          | 5     | 1     | 2              | 0              | 41     | 3      |
| 2014/15 | Sevilla             | Primera División | 18         | 1          | 5     | 1     | 9              | 0              | 32     | 2      |
| 2015/16 | Sevilla             | Primera División | 29         | 0          | 8     | 0     | 13             | 1              | 50     | 1      |
| 2016/17 | Sevilla             | Primera División | 5          | 0          | 2     | 0     | 2              | 0              | 9      | 0      |
| 2016/17 | Borussia M'gladbach | Bundesliga       | 1          | 0          | 0     | 0     | 1              | 0              | 2      | 0      |
| 2017/18 | Tigres UANL         | Liga MX          | 6          | 0          | 1     | 0     | —              | —              | 7      | 0      |
| 2018/19 | → AS Saint-Étienne  | Ligue 1          | 36         | 3          | 2     | 0     | —              | —              | 38     | 3      |
| 2019/20 | → AS Saint-Étienne  | Ligue 1          | 15         | 0          | 5     | 1     | 6              | 1              | 27     | 2      |
| 2020/21 | AS Saint-Étienne    | Ligue 1          | 24         | 0          | 1     | 0     | —              | —              | 25     | 0      |
| 2021/22 | AS Saint-Étienne    | Ligue 1          | 30         | 2          | 3     | 0     | —              | —              | 33     | 2      |
| 2022/23 | FC Schalke 04       | Bundesliga       | 1          | 0          | 0     | 0     | —              | —              | 1      | 0      |
| 2023/24 | Paris FC            | Ligue 2          | 12         | 1          | 1     | 0     | —              | —              | 13     | 1      |
| 2024/25 | Paris FC            | Ligue 2          | 31         | 2          | 1     | 0     | —              | —              | 32     | 2      |
| Totaal  | Totaal              | Totaal           | 291        | 11         | 38    | 3     | 35             | 2              | 365    | 16     |

## Interlandcarrière
Kolodziejczak kwam uit voor diverse Franse jeugdelftallen. Hij speelde vijftien wedstrijden voor het Frans voetbalelftal onder 21. Naast een Frans heeft hij ook een Pools paspoort.

## Erelijst
| UEFA Europa League | 2x | 2014/15, 2015/16 |